# Port lotniczy Katima Mulilo
Port lotniczy Katima Mulilo (IATA: MPA, ICAO: FYMP) – port lotniczy położony 5 km od Katima Mulilo, w Namibii.

## Linie lotnicze i połączenia
| Linia Lotnicza | Kierunek        |
| -------------- | --------------- |
| FlyNamibia     | 1. Windhuk-Eros |